# Jane Nérée-Gautier
Jane Nérée-Gautier, née Jeanne Gervaise Nérée à Bordeaux le 20 novembre 1877, où elle est morte le 23 avril 1948, est une artiste peintre française.

## Biographie[réf.nécessaire]
Après s'être installée à Paris où elle suit les cours de Géo Weiss (qui devient son mari en 1910) à l'Académie de Passy, elle se spécialise très tôt dans la nature morte et la peinture de fleurs.
Elle expose très régulièrement au Salon des artistes français de 1905 à 1939 (mention honorable en 1925), au salon de l’Union des femmes peintres et sculpteurs de 1907 à 1937 (prix de nature morte en 1914). Elle expose au Salon d'automne de 1905 à 1937, au Salon des indépendants de 1920 à 1937, au Salon de l’école française en 1920 et 1921, au Salon d'hiver de 1923 à 1926, ainsi qu’à la galerie Georges Petit en 1924 et 1926 (deux expositions particulières). 

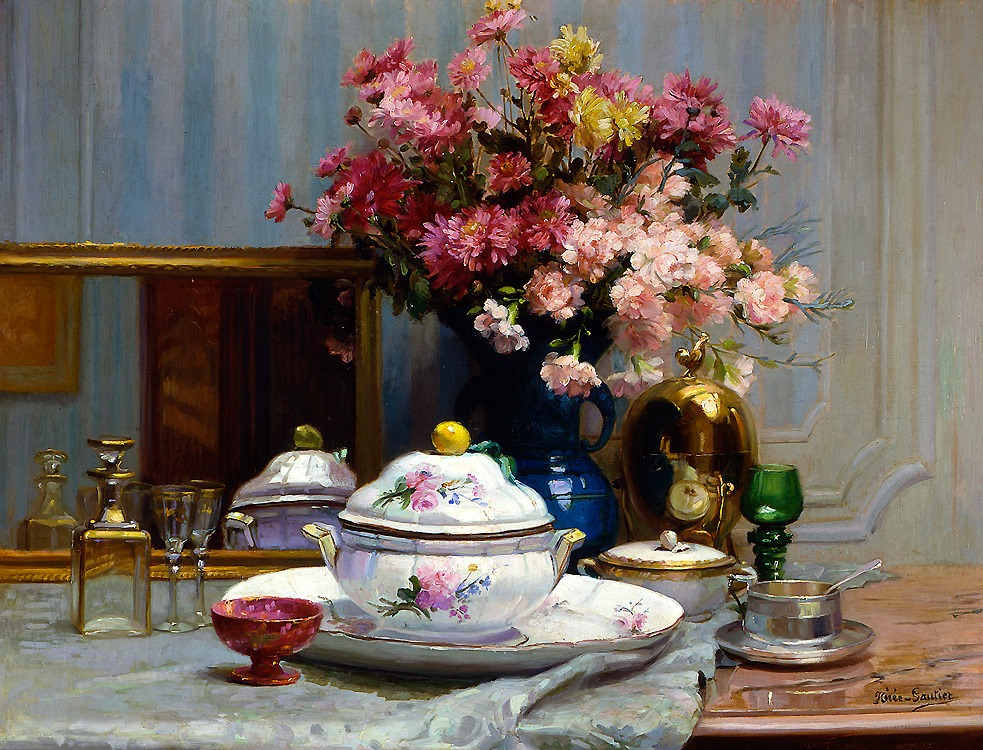
Nature morte aux fleurs, huile sur toile.

Ses compositions types s'organisent autour d'objets familiers et de fleurs harmonieusement disposés devant des glaces, des moulures, des encadrements, ce qui lui permet de jouer sur le contraste entre la géométrie des arrière-plans et la fantaisie plus désordonnée des premiers-plans. Sa production traduit l'atmosphère paisible des intérieurs bourgeois traditionnels. Une peinture grasse, aux tons harmonieux, laisse entrevoir une véritable sensibilité aux matières (porcelaine, verre, cristal, faïence...) qu'une touche aussi habile que délicate sait rendre présentes à l'observateur. 
Dans le numéro 116 de La Pensée française en date du 22 mars 1926, le chroniqueur du Salon de l'Union des femmes peintres évoque parmi les fleurs qui ont le plus charmé son œil, « celles de Mme Nérée-Gautier, qui sait rendre avec une rare maîtrise la transparence des cristaux et la fragilité soyeuse des pétales que l'on sent prêts à s'effeuiller, tant son pinceau les fait palpiter comme s'ils étaient le souffle même de la brise ».
Jane Nérée-Gautier a également fait des portraits au fusain, dont certains pour la bourgeoisie du quartier de Passy, comme en témoignent les portraits de 1930, d'Yvonne Hilaire et d'Henriette de Verez, deux sœurs qui habitaient quai de Passy dans les années 1920 à 1940, ainsi que celui d'Yves-Marie Hilaire (3 ans, fils d'Yvonne).